# Hanns Vanura
Hanns Vanura (* 1958) ist ein österreichischer Basketballfunktionär.

## Leben
Vanura spielte ab 1972 Basketball beim BBC Tulln, später war er auch im Altherrenbereich noch sportlich tätig, nahm unter anderem an der Senioren-Europameisterschaft sowie der Betriebssport-Weltmeisterschaft teil.
Im Juni 2003 wurde Vanura zum Präsidenten des Niederösterreichischen Basketballverbandes (NBBV) gewählt. 2007 trat er zusätzlich den Posten des Vorsitzenden des Österreichischen Basketballverbandes (ÖBV) an, 2012 folgte ihm Karl Thaller im Amt des ÖBV-Präsidenten nach, Vanura konzentrierte sich fortan wieder gänzlich auf seine Aufgaben im NBBV. 2019 gab er das Amt als Präsident des Niederösterreichischen Basketballverbandes ab und wurde zum NBBV-Ehrenpräsidenten ernannt.
Im Jahr 2000 wurde Vanura das ÖBV-Ehrenzeichen in Silber und 2005 in Gold verliehen. Anfang Dezember 2018 wurde ihm das Sportfunktionärsehrenzeichen in Gold verliehen. 2019 brachte er zusammen mit Manfred Schnurrer das Buch Österreichs Basketball Geschichte(n) heraus.